# 诺那塔院
诺那塔院，原名小天池寺，又名法海寺，当地人俗称喇嘛塔，是中国江西省九江市庐山的一座藏传佛教宁玛派寺院。该寺也是中国南方目前唯一对外开放的宁玛派道场。

## 历史
诺那塔院始建于明神宗万历年间。1931年，藏传佛教宁玛派高僧诺那呼图克图到小天池闭关静修。 1936年，诺那呼图克图荼毗后，其弟子遵其遗嘱，在小天池按照密宗仪轨为其心脏舍利修建大白塔，此即“诺那塔”。文化大革命期间，诺那塔被毁，1991年重修。
自2001年起，诺那塔院举办庐山茶禅会，成为庐山独具特色的禅修活动。